# اچ‌ام‌اس جی۱۳
اچ‌ام‌اس جی۱۳ (به انگلیسی: HMS G13) یک زیردریایی بود که طول آن ۵۷٫۵ متر (۱۸۹ فوت) بود. این زیردریایی در سال ۱۹۱۶ ساخته شد.